# Felicula
Felicula est une sainte martyre, probablement du IVe siècle, dont les reliques ont été données par le pape Grégoire Ier à l'évêque Jean de Ravenne vers 592. Elle est mentionnée dans le Martyrologe romain le 13 juin : « Au septième mille de la ville de Rome de la via Ardeatina, sainte Felicula, martyre »,.
La narration romancée des Actes des saints Nérée et Achillée en fait une des premières martyres vierges, décédée en 90 après J.-C. : sœur adoptive de sainte Petronilla, elle est arrêtée après que Petronilla refuse d'épouser un fonctionnaire romain. Après la mort de Petronilla, Felicula n'a ni nourriture ni eau en prison. Elle est finalement jetée dans un égout, où elle décède. Saint Nicomède retrouvera son corps,.